# Duo Datz
Duo Datz (hebraico: אורנה ומשה דץ, Orna U-Moshe Datz; referido em hebreu como  דץ ודצה Datz Ve-Datza) são um duo israelita., constituído por Orna e Moshe Datz.
Os artistas já eram conhecidos em Israel e tornaram-se conhecidos no resto da Europa, por terem representado Israel no Festival Eurovisão da Canção 1991.  A canção deles  Kan (palavra hebraica para Aqui. A versão inglesa intitulou-se : Come Along) ficou em terceiro com  139 pontos, atrás da Suécia e França, que terminaram ambas com  146 pontos. Eles haviam participado no festival Kdam  em 1987 com Kupidon (Cúpido), onde terminaram em quarto lugar, com 63 pontos. 

Em 22 de dezembro de 2006, o casal anunciou o fim de um casamento de 21 anos. 